# Prapłucodyszne
Prapłucodyszne (Archaeopulmonata) – wyróżniany w niektórych klasyfikacjach rząd ślimaków płucodysznych (Pulmonata), obejmujący około 60 – najprymitywniejszych pod względem budowy – gatunków, zasiedlających wilgotne środowiska lądowe oraz morskie wody przybrzeżne. W ich rozwoju występuje larwa typu weliger. Muszla prapłucodysznych jest czasem tak mała, że zwierzę nie mieści się w środku. Oczy znajdują się u nasady czułków.
Prapłucodyszne zamieszkują przede wszystkim słone nadmorskie bagna i tropikalne lasy wzdłuż wybrzeży Australii, kilka gatunków żyje w klimacie chłodnym (np. w wodach Wielkiej Brytanii). W Polsce występuje białek malutki i białek wysmukły (obecnie zaliczane do podrodziny Carychiinae w obrębie rodziny Ellobiidae).
Do prapłucodysznych zaliczane są rodziny:
- Ellobiidae
- Otinidae
- Chilinidae
- Latiidae
- Amphibolidae
- Gadiniidae
- Siphonariidae.

W klasyfikacji Pondera & Lindberga (1997) Archaeopulmonata została zastąpiona przez Acteophila (=Actophila), natomiast w klasyfikacji Boucheta & Rocroia (2005) grupa ta nie występuje jako takson.